# Alevosía

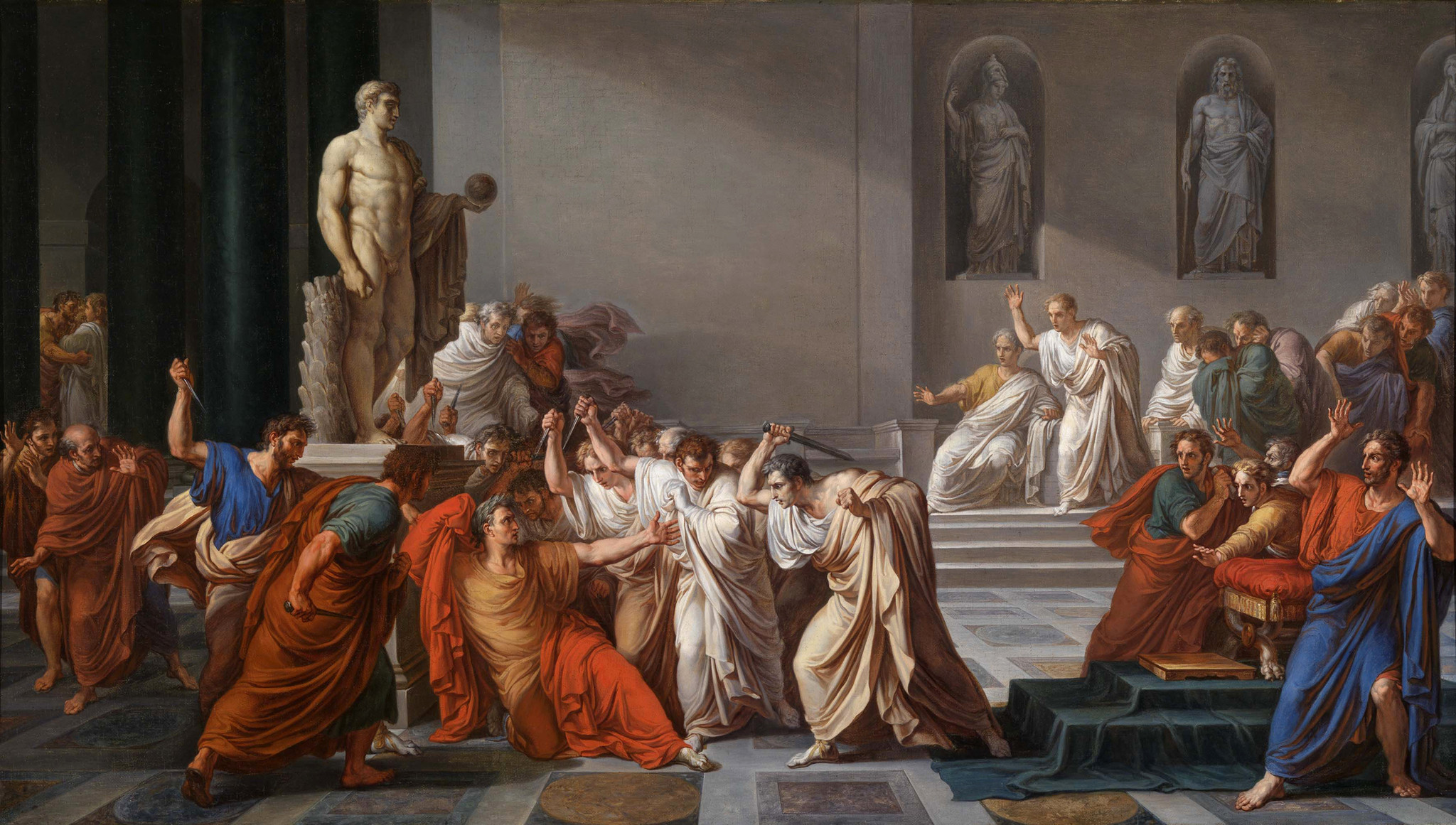
La muerte de Julio César a manos de Bruto, un ejemplo clásico sobre el homicidio alevoso

En derecho penal, la alevosía es una circunstancia agravante de la responsabilidad penal del agente, generalmente contemplada en los delitos contra las personas. Según la antigua fórmula española, también contemplada por la jurisprudencia italiana, se entiende como la comisión de un delito «a traición y sobre seguro». Es el empleo de medios, modos o formas en la ejecución del hecho que tienden a asegurar el delito, sin que el autor se arriesgue a acciones que procedan de la defensa que pudiera hacer el sujeto pasivo o un tercero.
Podemos encontrar su origen remoto en el ordenamiento jurídico español, italiano (omicidio con agguato) y francés (guet-apens).
En la doctrina penal clásica, se expone como ejemplo de alevosía el homicidio de Julio César a manos de Bruto, el cual sabía que la estrecha amistad entre ambos impediría que el dictador desconfiara de él.

## Supuestos de alevosía
- Delito proditorio: Al hecho delictivo le precede la acechanza (observar, aguardar cautelosamente con algún propósito) o la ocultación del victimario. Por lo general, se ve en el homicidio proditorio. La acechanza y la ocultación son sinónimos de la emboscada (ocultación de una o varias personas para atacar por sorpresa a otra u otras).
- Aprovechamiento de un estado de indefensión: Se trata de sacar provecho de la falta de defensa de la víctima. Lo esencial es que el sujeto pasivo no pudiera defenderse antes de la acción del agente. Es importante destacar que, para configurarse la circunstancia agravante, el estado de indefensión de la víctima debe ser la causa o motivo por el cual el agente actúa, procurando así un obrar sobre seguro y sin riesgo.
- Procedimiento insidioso: Insidioso es aquel medio usado para cometer el delito en donde el autor oculta la agresión misma, la intención delictiva como tal. Por ejemplo, utilizar veneno para matar a víctima.

## Teorías objetivas y subjetivas
Según el criterio objetivista de la doctrina, la conducta del victimario sería agravada si la víctima se encuentra en un estado de indefensión por cuestiones físicas, psíquicas o fisiológicas. Es en esta situación de la víctima donde se asegura el hecho y la exención de riesgo para el agresor. El catedrático José Antón Oneca llama abuso de superioridad a esta circunstancia entre los sujetos.
Esta corriente puede ser vista en la jurisprudencia española, donde siempre concurre la alevosía cuando las víctimas son niños, discapacitados o ancianos.
Los subjetivistas pregonan el criterio de observar en la conducta del victimario si hubo ánimo de procurarse la indefensión del sujeto o de aprovecharse de ella.
En la actualidad, la mayoría de la doctrina está de acuerdo con la teoría mixta, la cual es una mezcla de los criterios objetivos y subjetivos mencionados anteriormente.

## Otros
En el Código penal español suele darse confusión entre el propio artículo 22.1 del Código que muestra la alevosía como una circunstancia agravante objetiva y el artículo 22.2 que establece el disfraz, abuso de superioridad o aprovechamiento de circunstancias que debiliten la defensa de la víctima o faciliten la impunidad del delincuente, ya que el segundo artículo pasaría a estar encuadrado en un fondo alevoso, pudiéndonos llevar de forma errónea a aplicar las dos circunstancias agravantes de forma conjunta, violando el principio de non bis in idem. Para evitar esto la jurisprudencia ha establecido diferentes criterios entre los que se desprende la compatibilidad o incompatibilidad de determinadas circunstancias, a forma de un concurso de leyes sobre causas modificativas de la responsabilidad criminal.
El Código Penal de Chile contempla está agravante en el artículo 391 N.º 1 circunstancia primera como uno de los elementos que configuran el denominado homicidio calificado.